# Home Credit Arena
Home Credit Arena je moderní víceúčelová hala postavená v letech 2003–2005 v liberecké čtvrti Horní Růžodol. Hala je využívána pro pořádání sportovních nebo kulturních akcí. Spolu s dalšími čtyřmi projekty získala cenu Stavba roku 2006.
Od 31. října 2014 se název arény z původní Tipsport arena změnil na nový název Home Credit Arena. Domácí zápasy zde odehrává tým Bílí Tygři Liberec. Kapacita haly pro hokejové zápasy dosahuje 7 500 diváků, z toho je 7 250 míst k sezení.

## Historie
Městské sportoviště začalo v prostoru mezi ulicemi Jeronýmova, Máchova a 28. října vznikat roku 1955. Prvním objektem zde bylo fotbalové hřiště, po něm byly zřízeny tenisové kurty, letní tribuna a po restauraci také venkovní ledová plocha se šatnami. Tato plocha byla následně v letech 1967–1968 zastřešena. V 70. letech byla dostavěna kuželna, sauna a kotelna, dále atletické dráhy, škvárové hřiště, bobový trenažér, tréninkové travnaté hřiště a další. Po celá 80. léta se areál dostavoval a pak rekonstruoval.
V roce 2003 zastupitelstvo města Liberce rozhodlo o kompletní přestavbě celého areálu. Vycházelo se z průzkumu agentury veřejného mínění, v němž se pro stavbu haly vyjádřilo cca 82 % respondentů[nedostupný zdroj], a tak dne 2. září 2003 zastupitelstvo rozhodlo o výstavbě nové multifunkční haly. Halu stavěla firma Syner. Následně se 5. září téhož roku konalo poklepání na základní kámen.[nedostupný zdroj] Podle projektu měla hala stát 750 milionů Kč, které mělo město splácet po dobu 25 let.
K zahájení stavby došlo 8. září 2003, v prosinci již bylo dokončeno všech 580 pilotů, na kterých stavba stojí a v únoru roku 2004 se začalo se stavbou vnějšího prstence stavby. Střecha byla dokončena 16. července, do 30. července byly dokončeny tribuny a zapojeno chladicí zařízení. K navýšení rozpočtu stavby došlo 31. března 2005, kdy bylo rozhodnuto investovat do rekonstrukce stávajících sportovišť a doplnění vybavení sportovišť dalších necelých 140 milionů Kč. 28. června 2005 byl v aréně uspořádán první koncert, sloužící jako zkouška systémů a zařízení haly, koncertu se zúčastnilo necelých 8000 diváků. Název hala dostala po sázkové společnosti Tipsport.
Dne 8. září 2005 byla stavba úspěšně zkolaudována, pokřtěna a slavnostně otevřena, této události se zúčastnilo asi 5 tisíc návštěvníků. Dne 31. října 2014 získala multifunkční hala nový název – Home Credit Arena.
Halu provozuje skrze svou firmu SFM Liberec s. r. o. firma Syner Group, a to na základě koncesní smlouvy uzavřené v roce 2009. Město Liberec poskytuje firmě na provozování komplexu každoroční příspěvek (platbu za dostupnost).

## Popis stavby
Dominantou celého areálu je samotná Home Credit Arena. Ta má délku 107 m, šířku 97 m a výšku 26 m, celkem zabírá plochu 27 069 m². Hala má celkovou kapacitu až 9000 míst při koncertě a 7500 míst při hokejovém zápase. Hala má čtyři patra, ve třetím patře je 48 skyboxů. Dále zde je 35 míst pro handicapované a 106 pro média. Nad herní plochou o rozměrech 29×60 m je zavěšena multimediální kostka se čtyřmi obrazovkami o úhlopříčce 4,6 m. Multimediální pás z LED je vysoký 72 cm a 256 m dlouhý.[zdroj?]
K areálu patří centrální parkoviště s 816 a VIP s 177 místy, další parkovací plochy poskytují dalších asi 400 stání. V blízkosti haly se nachází zastávka liberecké městské dopravy, kam zajíždí linka číslo 17.
Přímo v areálu se nachází tříhvězdičkový Hotel Arena.[zdroj?]